# 量販店

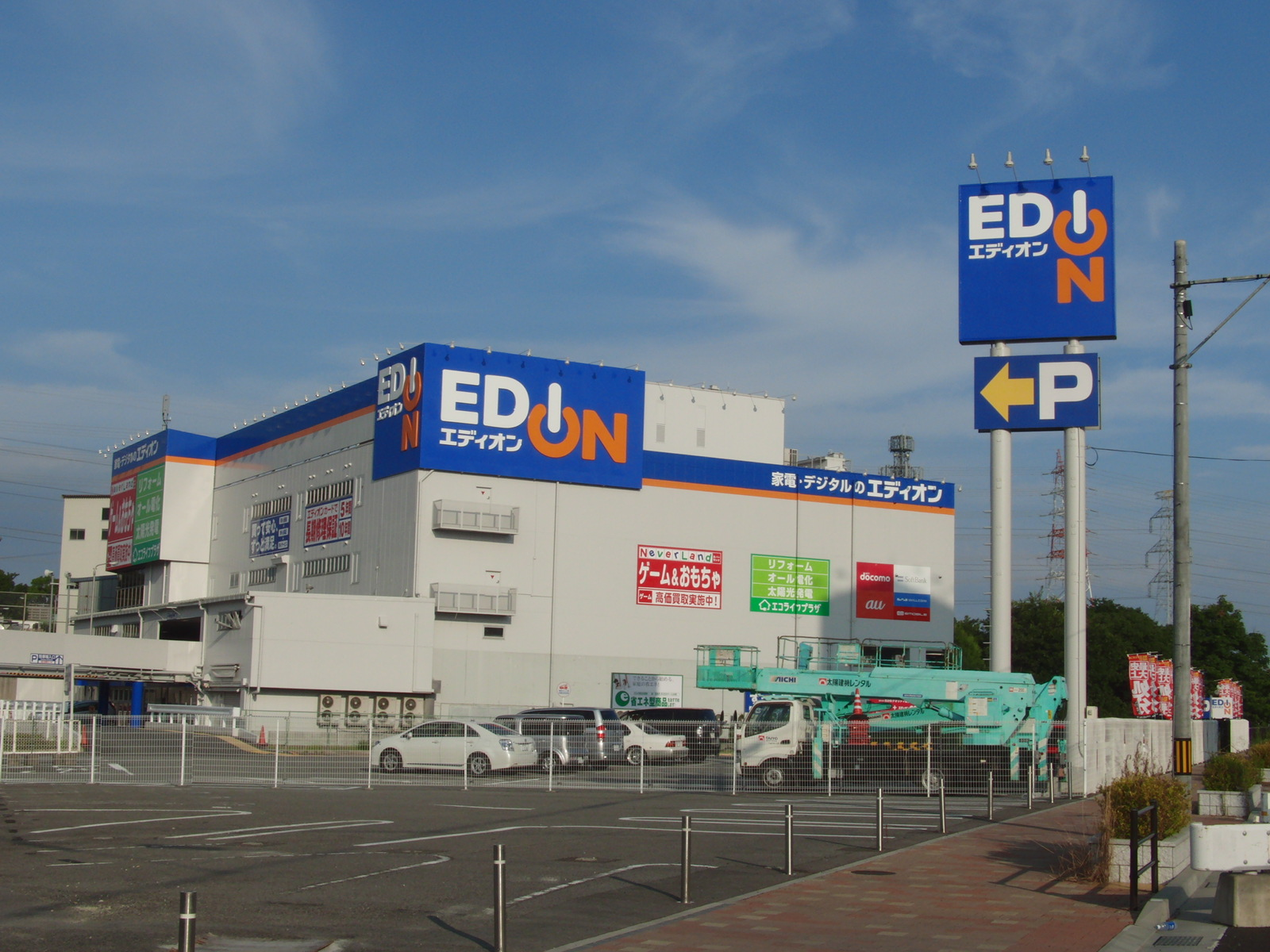
日本の家電量販店・エディオン

量販店（りょうはんてん）とは、商品を大量に仕入れ、大量に安く販売する（大量販売=量販）ことを方針としている小売店である。

## 概要
量販店の商品分野は家電製品・衣料品・カー用品などといった、ある特定の分野に絞り込まれ、全国規模でチェーン展開をしている会社が多い。経済規模の大きさから発揮されるバーゲニング・パワーと広範囲にわたるブランドの力を活かして、量産による生産コストを削減したり、仕入先に対するバイヤー・パワーを発揮して低価格や在庫の柔軟性など好条件を引き出したり、最終顧客に対する直売型の流通を行ったりすることができる。

## 主な一例
- 家電量販店 - ヤマダ電機、ビックカメラ、ヨドバシカメラなど
- カジュアルウェア（カジュアル衣服） - ユニクロ、しまむら、GAP、ライトオンなど
- 紳士服（背広） - 青山商事、コナカ、AOKI、はるやま商事など
- カー用品 - オートバックス、イエローハットなど
- 家具 - ニトリ、島忠など
- 靴 - チヨダ、ABCマートなど
- 総合量販店（総合スーパー） - イオン、イトーヨーカドー、ユニーなど